# Fontana della Flora Capitolina

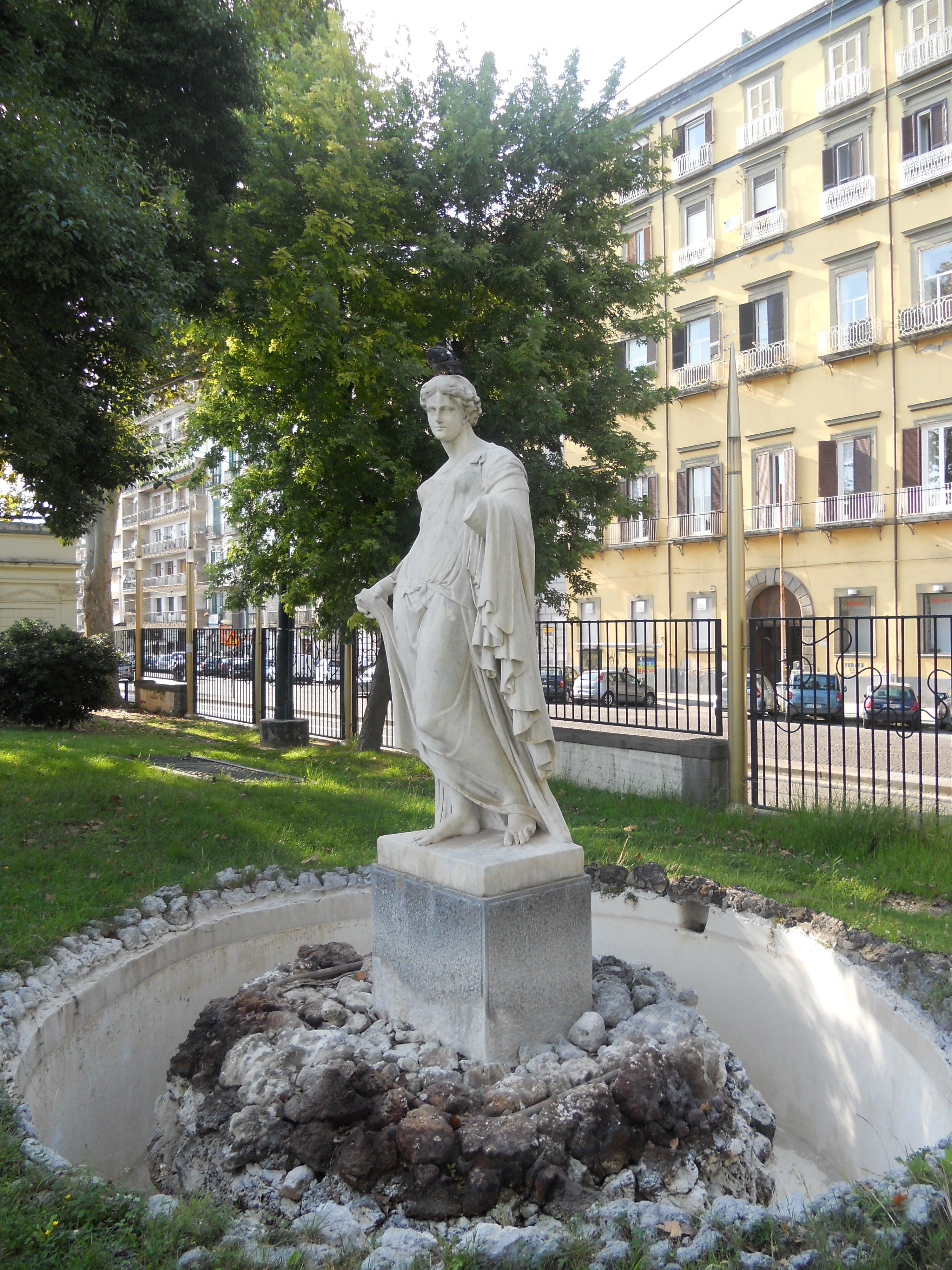
La fontana della Flora Capitolina

La fontana della Flora Capitolina è una delle fontane storiche di Napoli situate nella Villa Reale. 
Venne realizzata da Angelo Violani e Tommaso Solari tra il 1834 e il 1840, per i lavori di abbellimento dello spazio verde. È formata da una vasca circolare con al centro uno scoglio in pietra lavica su cui insiste la statua che richiama i modelli classici. 